# كلية الطب والصيدلة وطب الأسنان بفاس
كلية الطب والصيدلة بفاس هي مؤسسة جامعية تابعة ل جامعة سيدي محمد بن عبد الله ، تقع في مدينة فاس. افتتحها جلالة الملك محمد السادس في 20 أكتوبر 1999.
يهدف إنشائها بشكل أساسي إلى :

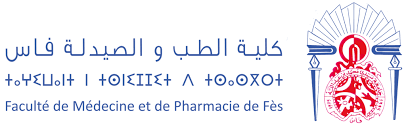
شعار كلية الطب والصيدلة بفاس

- تدعيم اللامركزية في التعليم الطبي وتحسين مستواه ،
- موازاة لذلك، إنشاء المركز الاستشفائي الجامعي الحسن الثاني,[2][3] للتدريب والتطبيب على المستوى الجامعي،
- دعم البحوث السريرية وتثمين البحث العلمي عن طريق المختبرات داخل الكلية ،
- تعزيز عدد الأطباء في المنطقة والجهة لتغطية طبية موحدة في المملكة المغربية .

## مباراة الولوج للدراسات الطبية
يشترط في المترشح لاجتياز مباراة ولوج كلية الطب والصيدلة ( شعبة الطب ) أن يكون من داخل أكاديميات المنطقة فاس مكناس : فاس ، مولاي يعقوب ، صفرو ، بولمان ، مكناس ، الحاجب ، إفران ، خنيفرة ، ميدلت ، الرشيدية ، تاونات ، وأن يكون:
- مسجلا بالسنة الثانية من سلك الباكالوريا لسنة الترشيح في شعبة العلوم الرياضية أو شعبة العلوم التجريبية لسلك البكالوريا أو ما يعادلها؛
- أو حاصلا على شهادة البكالوريا:
  - في شعبة العلوم الرياضية أو شعبة العلوم التجريبية (النظام الجديد لسلك البكالوريا) أو ما يعادلها؛
  - أو في فرع العلوم (شعبة العلوم الرياضية (أ)، (شعبة العلوم الرياضية (ب)، شعبة العلوم التجريبية) أو في شعبة العلوم الزراعية أو شعبة العلوم التجريبية الأصيلة (نظام ما قبل إصلاح سلك البكالوريا) أو ما يعادلها.

ويتم ولوج السنة الأولى بهذه الكليات بعد نجاح المترشح في مباراة تجرى على مرحلتين :
- انتقاء تمهيدي يمكن من حصر عدد المترشحين يساوي على الأقل ستة ضعاف عدد المقاعد المفتوحة بالدراسات الطبية بالكلية المعنية.ويرتكز الانتقاء التمهيدي على المعدل المحصل عليه في امتحان البكالوريا عن طريق احتساب:
  - 75 % من المعدل العام للنقط المحصل عليها في الامتحان الوطني للسنة التانية لسلك البكالوريا؛
  - 25 %من المعدل العام للنقط المحصل عليها الامتحان الجهوي للسنة الأولى لسلك البكالوريا.
- اختبار كتابي ينظم بعد الإعلان عن نتائج الانتقاء الأولي وينصب على برامج البكالوريا (شعبة العلوم التجريبية).

## التكوين الطبي

### إصلاح الدراسات الطبية والصيدلانية وطب الأسنان (REMPO)
أدى إصلاح الدراسات الطبية والصيدلانية وطب الأسنان (REMPO) الذي يتم تنفيذه منذ سبتمبر 2015 إلى تمكين دمج نظام الترخيص / الماجستير / الدكتوراه ( LMD ) مع تطبيق مبادئ الترقب والتعويض. والرسملة.
وينص هذا الإصلاح أيضًا على إقامة جسور مع القطاعات المجاورة الأخرى في مراحل مختلفة من المناهج الجامعية.
تصورت REMPO مواءمة البرنامج بين كليات الطب ومراجعة البرامج ، لمراعاة الملف الشخصي الجديد للطبيب العام ، وفقًا لمفكرة المعايير التربوية الوطنية لشهادة دكتوراه في الطب :
التكوين من أجل دبلوم دكتوراه في الطب يستمر لمدة 7 سنوات ويتضمن 14 فصلاً دراسيًا يؤدي إلى دبلوم دكتوراه في الطب. ويتضمن مجموعة متماسكة من الوحدات تهدف إلى اكتساب معرفة الطالب ومهاراته وكفاءاته في مجال الطب.

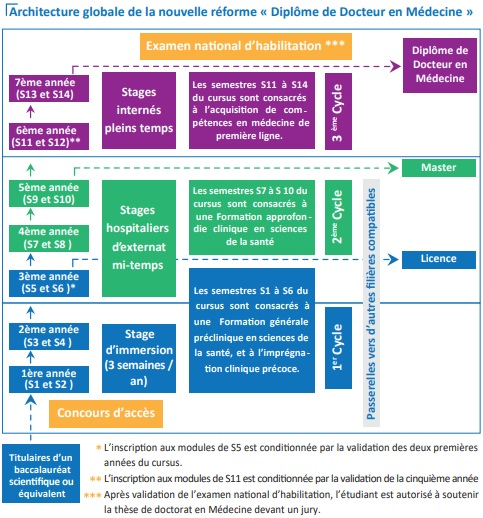
إصلاحات الدراسات الطبية والصيدلانية وطب الأسنان (REMPO)

.

### تنظيم التكوين الطبي[1]
يمتد تكوين الطبيب على 7 سنوات ويتضمن 14 فصلاً دراسيًا للتعليم والتعلم والتقييم يتم تنظيمه على النحو التالي :
- الفصول الأربعة الأولى (S1 إلى S4) هي الفصول قبل السريرية والأساسية. لتدريس الوحدات العلمية الأساسية والعلوم الأساسية قبل السريرية. وهي تشمل التدريب في النظام الصحي والتدريب في الطب الاجتماعي.
- الفصول الدراسية S5 إلى S10 تجمع بين التدريب في المستشفى بدوام جزئي مع التدريس النظري الذي يهدف إلى اكتساب وتطوير المهارات السريرية.
- الفصول الدراسية S11 إلى S14 مخصصة للتدريب الداخلي بدوام كامل.
في نهاية السنة السابعة من الدورة التدريبية ، يُصرح للطلاب الذين تحققوا من صحة جميع سنوات التدريب بإجراء اختبار تأهيل وطني يهدف إلى تقييم المهارات المكتسبة. يتم تنظيم امتحان التأهيل الوطني من قبل هيئة التدريس تحت مسؤولية هيئة محلفين يعينها رئيس المدرسة.
بعد التحقق من صحة امتحان التأهيل الوطني ، يتم إعداد أطروحة في نهاية الدراسات.
يتضمن كل فصل دراسي من 6 إلى 7 وحدات بحد أدنى للساعة يبلغ 50 ساعة لكل وحدة ، ويبلغ إجمالي الفصل لكل ساعة 400 ساعة كحد أقصى للتدريس والتقييم.
يبلغ إجمالي حجم التدريب لكل ساعة 4500 ساعة على الأقل من الدروس والتقييمات.
يتطلب الحصول على درجة دكتوراه في الطب :
- المصادقة على جميع سنوات تدريب الأطباء ؛
- اجتياز امتحان التأهيل الوطني ؛
- قبول أطروحة الدكتوراه في الطب.

## الدرجات الصادرة[1]
تضمن كلية الطب والصيدلة إعداد وتسليم الشهادات الوطنية التالية :
دكتوراه في الطب : 7 سنوات دراسية (3 دورات) بنظام LMD.
دكتوراه في الصيدلة : 6 سنوات دراسية (3 دورات) بنظام LMD.
دبلومات تخصصية : في 35 تخصص (طبي وجراحي وبيولوجي) من 3 إلى 5 سنوات من الدراسة حسب التخصص.
دكتوراه في العلوم : دكتوراه في العلوم الطبية والبحث التحويلي وفي تخصصات أخرى.
الشهادات الجامعية (DU) : في تخصصات مختلفة.

## انظر كذلك

### مقالات ذات صلة
- كلية الطب والصيدلة بالرباط
- جامعة سيدي محمد بن عبد الله
- دراسات طبية في المغرب

### روابط خارجية
- موقع رسمي